# La Loubière
La Loubière település Franciaországban, Aveyron megyében. Lakosainak száma 1529 fő (2022. január 1.). La Loubière Agen-d’Aveyron, Montrozier, Onet-le-Château, Rodelle, Sainte-Radegonde és Sébazac-Concourès községekkel határos.

## Népesség
A település népességének változása:
| Lakosok száma | 402  | 878  | 1011 | 1325 | 1476 | 1476 | 1472 | 1512 | 1518 | 1529 |
|               | 1968 | 1982 | 1990 | 2006 | 2013 | 2015 | 2017 | 2019 | 2020 | 2022 |